# Shifang
För andra betydelser, se Shifang (olika betydelser).
Shifang, tidigare stavat Shihfang, är en stad på häradsnivå som lyder under Deyangs stad på prefekturnivå i Sichuan-provinsen i sydvästra Kina. Den ligger omkring 63 kilometer norr om provinshuvudstaden Chengdu.